# دينيس بويد (كرة سلة)
دينيس بويد (بالإنجليزية: Dennis Boyd)‏ مواليد 21 مايو 1954 في بورتسموث، هو لاعب كرة سلة أمريكي معتزل. بدأ مسيرته الاحترافية في سنة 1978. تم اختياره من قبل فريق يوتا جاز خلال الدرافت. حمل الرقم 11. يبلغ طوله 6 قدم 1 بوصة (1.9 م). اعتزل اللعب في 1979.

## روابط خارجية
- دينيس بويد على موقع إن بي أي (الإنجليزية)
- دينيس بويد على موقع سبورتس رفرنس (الإنجليزية)
- دينيس بويد على موقع كلية كرة السلة في سبورتس رفرنس.كوم (الإنجليزية)
- دينيس بويد على موقع ريلجم (الإنجليزية)
- دينيس بويد على موقع بروبوليرز (الإنجليزية)